# Beatrice Bartelloni
Beatrice Bartelloni (Trieste, 5 de febrero de 1993) es una deportista italiana que compite en ciclismo en las modalidades de pista y ruta. Ganó una medalla de bronce en el Campeonato Europeo de Ciclismo en Pista de 2014, en la prueba de persecución por equipos.
Participó en los Juegos Olímpicos de Río de Janeiro 2016, ocupando el sexto lugar en la prueba de persecución por equipos.

## Medallero internacional
| Campeonato Europeo | Campeonato Europeo     | Campeonato Europeo | Campeonato Europeo      |
| Año                | Lugar                  | Medalla            | Competición             |
| ------------------ | ---------------------- | ------------------ | ----------------------- |
| 2014               | Baie-Mahault (Francia) | Medalla de bronce  | Persecución por equipos |